# Contea di Macomb
La contea di Macomb, in inglese Macomb County, è una contea dello Stato del Michigan, negli Stati Uniti. La popolazione al censimento del 2000 era di 788 149 abitanti. Il capoluogo di contea è Mount Clemens.

## Contee confinanti
- Contea di St. Clair - nord-est
- Contea di Wayne - sud
- Contea di Lambton (Ontario, Canada) - sud-est
- Contea di Oakland - ovest
- Contea di Lapeer - nord-ovest